# Hydrochus setosus
Hydrochus setosus är en skalbaggsart som beskrevs av John Henry Leech 1948. Hydrochus setosus ingår i släktet Hydrochus och familjen gyttjebaggar. Inga underarter finns listade i Catalogue of Life.